# Lobnäva
Lobnäva (Erodium chium) är en näveväxtart som först beskrevs av Nicolaas Laurens Nicolaus Laurent Burman, och fick sitt nu gällande namn av Carl Ludwig von Willdenow. Enligt Catalogue of Life ingår Lobnäva i släktet skatnävor och familjen näveväxter, men enligt Dyntaxa är tillhörigheten istället släktet skatnävor och familjen näveväxter. Arten förekommer tillfälligt i Sverige, men reproducerar sig inte. Inga underarter finns listade i Catalogue of Life.